# Substilbula
Substilbula is een geslacht van vliesvleugeligen uit de familie Eucharitidae. De wetenschappelijke naam van dit geslacht is voor het eerst geldig gepubliceerd in 1988 door Boucek.

## Soorten
Het geslacht Substilbula omvat de volgende soorten:
- Substilbula albipennis (Girault, 1929)
- Substilbula australiana (Girault, 1913)
- Substilbula bidentata (Girault, 1913)
- Substilbula pallidiclava (Girault, 1934)